# Philip W. Anderson
Philip Warren Anderson, född 13 december 1923 i Indianapolis, Indiana, död 29 mars 2020 i Princeton, New Jersey, var en amerikansk fysiker och nobelpristagare.
Han, Sir Nevill F Mott och John H van Vleck tilldelades nobelpriset i fysik 1977 "för deras grundläggande teoretiska insatser rörande elektronstrukturen i magnetiska och oordnade system".